# Ecology
Ecology est une revue scientifique mensuelle à comité de lecture qui traite de tous les aspects de l'écologie. Les articles apparaissent sous plusieurs formes : Notes, Articles, Concepts & Synthesis, Special Features & Forums, Comments and Replies, Data Papers, Perspectives et Book Reviews.  Les Reports sont toujours en libre accès.
D'après le Journal Citation Reports, le facteur d'impact de ce journal était de 4,411 en 2009. Actuellement, le directeur de publication est Donald R. Strong (Université de Californie à Davis, États-Unis)